# Scars and Stories
Albums de The Fray
The Fray
(2009) Helios
(2014)
Singles
1. Heartbeat (en)
Sortie : 11 octobre 2011
2. Run for Your Life
Sortie : 11 mars 2012

Scars and Stories est le troisième album studio du groupe américain de rock The Fray, publié le 7 février 2012 par Epic Records.
Heartbeat est le premier single à être sorti le 8 octobre 2011. La pochette de l'album, suivie du clip de Heartbeat, a été révélée le 16 novembre 2011. La chanson Be Still a été utilisée pour un épisode de la série Vampire Diaries et "Esprits Criminels".

## Liste des chansons
Toutes les chansons sont écrites et composées par Isaac Slade et Joe King.
| No  | Titre             | Durée |
| --- | ----------------- | ----- |
| 1.  | Heartbeat (en)    | 3:41  |
| 2.  | The Fighter       | 4:20  |
| 3.  | Turn Me On        | 3:03  |
| 4.  | Run for Your Life | 3:59  |
| 5.  | The Wind          | 4:15  |
| 6.  | 1961              | 3:54  |
| 7.  | I Can Barely Say  | 4:20  |
| 8.  | Munich            | 3:57  |
| 9.  | Here We Are       | 3:32  |
| 10. | 48 to Go          | 3:23  |
| 11. | Rainy Zurich      | 3:48  |
| 12. | Be Still          | 2:49  |